# Jan Steenbeek (jurist)
Jan Gerhard Steenbeek (Abbekerk, 18 oktober 1918 – Maastricht, 22 november 2013) was een Nederlands jurist.
Steenbeek was ambtenaar op het Ministerie van Oorlog, het Ministerie van Binnenlandse Zaken en het Ministerie van Verkeer en Waterstaat. Tevens werkte hij aan de Rijksuniversiteit Groningen. Op 29 januari 1958 promoveerde hij in de rechtsgeleerdheid aan de Rijksuniversiteit Utrecht op het proefschrift Rechtshandeling en rechtsgevolg in het staats- en administratief recht. Van 1968 tot 1988 was hij hoogleraar staats- en administratief Recht aan deze universiteit.
Als staatsraad zette hij zich in voor de instelling van een parlementaire ombudsman. Zijn boek De parlementaire ombudsman in Zweden, Denemarken en Noorwegen wordt als een van de standaardwerken over dit onderwerp gezien. Van 1984 tot 1988 was hij Staatsraad in buitengewone dienst. Daarnaast was Steenbeek lid van de Raad voor de Waterstaat en van 1981 tot 1988 voorzitter van de Staatscommissie voor de Waterstaatswetgeving.
Steenbeek was Ridder in de Orde van de Nederlandse Leeuw.

## Publicaties
- De parlementaire ombudsman in Zweden, Denemarken en Noorwegen (1963)
- De beproefde Grondwet (1967)
- Preadvies over openbaarheid van bestuur in Nederland (1980)
- Inleiding in het staats- en administratief recht (medeauteur)